# Dorfkirche Meßdorf

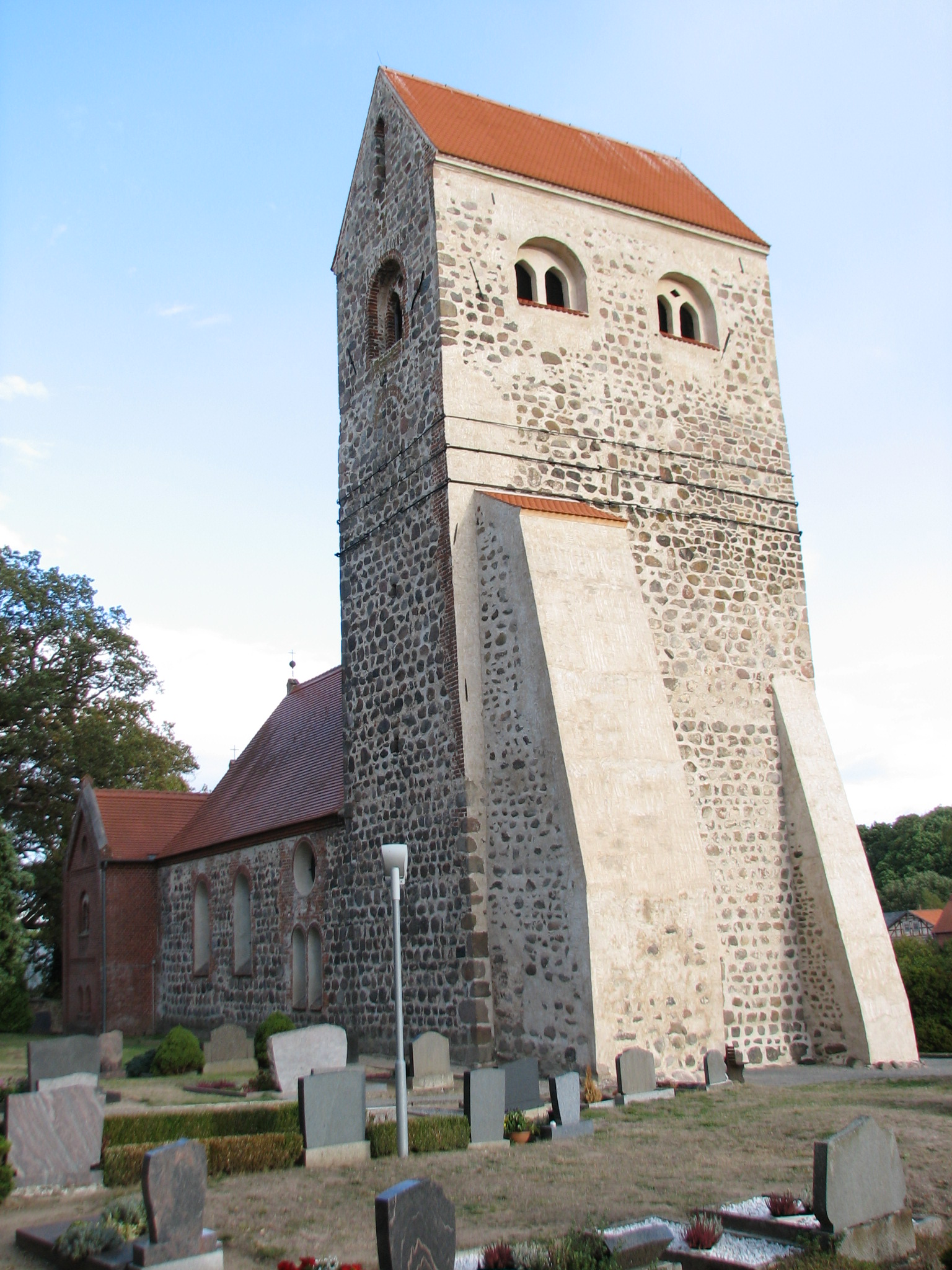
Dorfkirche Meßdorf, 2018

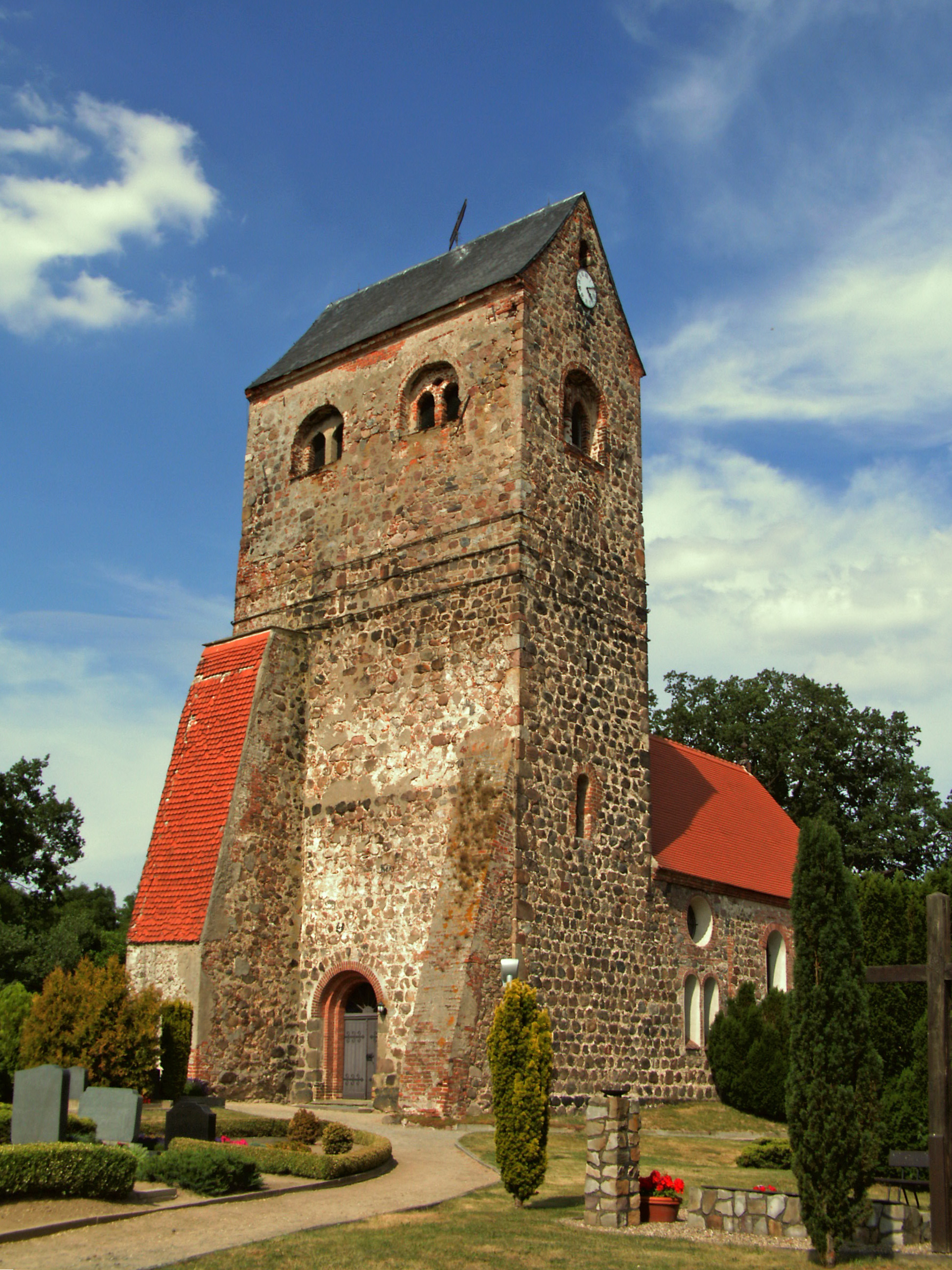
Südwestansicht, 2010

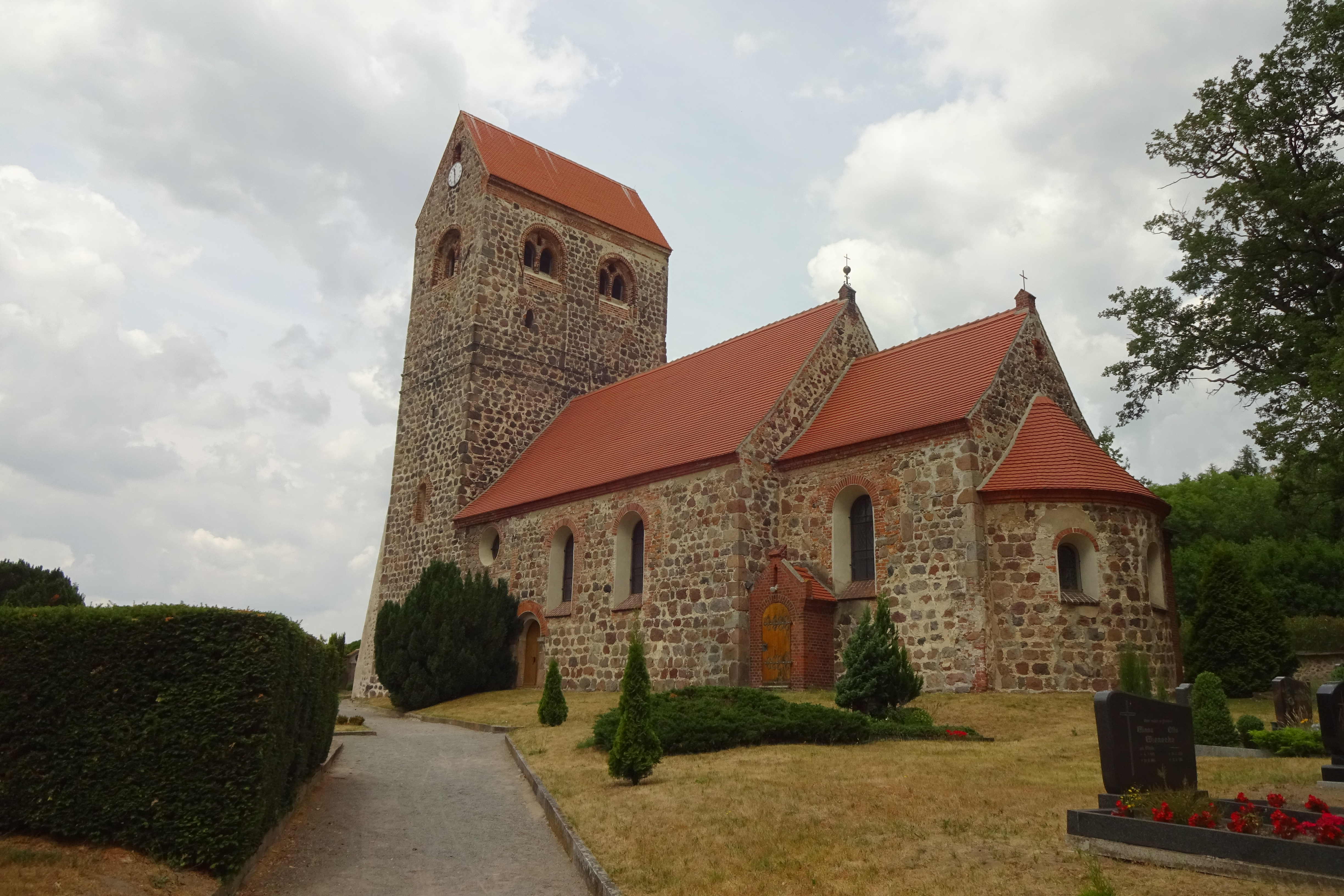
Südostansicht

Die evangelische Dorfkirche Meßdorf ist eine romanische Saalkirche im Ortsteil Meßdorf von Bismark (Altmark) im Landkreis Stendal in Sachsen-Anhalt. Sie gehört zum Pfarrbereich Gladigau im Kirchenkreis Stendal der Evangelischen Kirche in Mitteldeutschland. Seit 1999 wird die Kirche alljährlich zwischen Mitte August und Anfang Oktober als Konzertsaal für die Meßdorfer Musikfesttage genutzt.

## Geschichte und Architektur
Die Kirche ist ein romanisches Feldsteinbauwerk vom Ende des 12. Jahrhunderts, das im Zentrum des erhöht gelegenen, annähernd quadratischen Kirchhofs liegt, der von einer beeindruckenden, vollständig erhaltenen Feldsteinmauer mit drei teils in Backstein erbauten Portalen umgeben ist. Die Kirche des vierteiligen romanischen Kirchentyps (Vollständige Anlage) besteht aus eingezogenem quadratischem Chor, der Apsis, dem Schiff und einem Westquerturm. Dieser ist mit einem Glockengeschoss aus dem 13. Jahrhundert mit gekuppelten Spitzbogenöffnungen in einer Rundbogenblende und einem Satteldach abgeschlossen. Die Nordwestecke wird durch einen überdimensionalen, die Südwestecke durch einen kleineren Strebepfeiler gestützt.
Die heutige Gestalt ist durch die neuromanische Wiederherstellung im Jahr 1883 bestimmt. Aus dieser Zeit stammt auch die Patronatsloge im Norden, die Umgestaltung der Fensteröffnungen, die Verlegung des Hauptportals nach Westen und weitere Hinzufügungen in Backstein. Nach einem Brand von Apsis und Chor wurde die Kirche in den Jahren 1981/1982 wiederhergestellt. Eine weitere Restaurierung erfolgte im Jahr 2005.

## Ausstattung
Die neuromanische Ausstattung stammt von 1883, die Ausmalung ist ein historisierender Neuentwurf von 1982. Die Muldendecke stützt sich auf eine Säulengalerie, welche die Blendarkadenbrüstung des gemauerten Altartischs und der Westempore aus Backstein aufgreift. Die Patronatsloge wurde 1982 zum Chor hin vermauert. Im Chor sind drei Inschriftgrabsteine für Pfarrer aus dem 17./18. Jahrhundert erhalten.
Die ursprünglich vier Glocken wurden zwischen 1300 und 1835 gegossen. Die kleine Glocke in Zuckerhutform ist die älteste des Geläuts. Eine der großen Glocken wiegt 1800 kg und wurde von Heinrich Engelke in Halberstadt gegossen.
Die Orgel mit neuromanischem Prospekt ist ein Werk von Robert Voigt (Stendal) aus dem Jahr 1869 mit 21 Registern auf zwei Manualen und Pedal. Sie wurde 1998 durch die Firma Michael Becker Orgelbau restauriert.
| Hauptwerk C–d3 |       |  |
| Bordun         | 16′   |  |
| Principal      | 8′    |  |
| Viola da Gamba | 8′    |  |
| Hohlflöte      | 8′    |  |
| Gedackt        | 8′    |  |
| Octave         | 4′    |  |
| Spitzflöte     | 4′    |  |
| Quinte         | 2 ⁄3′ |  |
| Octave         | 2′    |  |
| Mixtur IV      | 2′    |  |

| Oberwerk C–d3 |     |  |
| Stillgedackt  | 16′ |  |
| Vox celestis  | 8′  |  |
| Violine       | 8′  |  |
| Gedackt       | 8′  |  |
| Salicional    | 8′  |  |
| Floete        | 4′  |  |
| Flautino      | 2′  |  |

| Pedal C–d1 |     |  |
| Violon     | 16′ |  |
| Subbaß     | 16′ |  |
| Octave     | 8′  |  |
| Posaune    | 16′ |  |

- Koppeln: Manualkoppel, Pedalkoppel
- Spielhilfen: 2 Sperrventile (Hauptwerk & Oberwerk), Calcantenwecker